# Attila Zsivoczky
Attila Zsivoczky [wym. ˈɒtːilɒ ˈʒivoːʦki] (ur. 29 kwietnia 1977 w Budapeszcie) – węgierski lekkoatleta, wieloboista.
Już jako junior odnosił duże międzynarodowe sukcesy. W Mistrzostwach Świata Juniorów w Lekkoatletyce (Lizbona 1994) w skoku wzwyż zajął 4. miejsce. Później startował już tylko w wielobojach: zdobył złoto podczas Mistrzostw Świata Juniorów w Lekkoatletyce Sydney 1996 oraz złoto na Młodzieżowych Mistrzostwach Europy (Göteborg 1999).
Zsivoczky po raz pierwszy pojawił się w gronie seniorów na ważnych zawodach międzynarodowych podczas mistrzostw Europy w 1998 (zajął 16. miejsce w dziesięcioboju) i rok później podczas mistrzostw świata (10. miejsce). Na kolejnych zawodach zajmował zawsze miejsca w pierwszej ósemce: IO Sydney 2000 – 8. miejsce, MŚ Edmonton 2001 – 4. miejsce, IO Ateny 2004 – 6. miejsce. Największym jego sukcesem jest brązowy medal na mistrzostwach świata w Helsinkach w 2005 oraz srebrny medal oraz mistrzostwach Europy w Göteborgu w 2006.
Zsivoczky występował też w siedmioboju w hali. Startując w halowych mistrzostwach Europy zajmował również wysokie miejsca: 2000 – 4. miejsce, 2002 – 5. miejsce i 2005 – 5. miejsce.
Rekord życiowy Zsivockiego w dziesięcioboju, ustanowiony w 2000, wynosi 8554 pkt. (rekord Węgier), z tego samego roku podchodzi jego rekord w siedmioboju – 6033 pkt.
Zsivoczky jest synem znanego węgierskiego młociarza i mistrza olimpijskiego Gyuli Zsivótzkyego.
Jego żoną jest wieloboistka Györgyi Zsivoczky-Farkas.